# Stock, Aitken & Waterman
Stock, Aitken & Waterman fueron un trío británico de productores de música pop y dance de mediados de los años 1980 y principios de los años 1990 formado por Mike Stock, Matt Aitken y Pete Waterman. En países de habla inglesa se les conoce también por el acrónimo SAW. 
Sus producciones alcanzaron cifras históricas en el mercado discográfico: 100 canciones entraron en el top 40 de las listas de éxitos británicas, se vendieron 40 millones de álbumes, y se calcula que el trío engrosó unas ganancias de 104 millones de dólares. De entre la gran lista de artistas producidos por ellos se pueden destacar a varios debutantes, como Kylie Minogue, Rick Astley, Samantha Fox o Jason Donovan, así como a estrellas ya consagradas: Cliff Richard, Donna Summer, Bananarama.

## Historia
Aparecidos a finales de 1984 han sido uno de los equipos de producción más prolíficos y de mayor repercusión en el panorama comercial de la década de los ochenta. Agrupados bajo la compañía Pete Waterman Limited (PWL) abanderaron durante cierto período el estilo denominado Hi-NRG (léase high energy), adoptando elementos del synthpop y del dance electrónico hasta cristalizar en un sonido totalmente propio y de fácil reconocimiento. Ya en su época más tardía se hizo notoria la influencia del house y el eurobeat en sus composiciones, aunque sin caer plenamente en ellos y sin perder su propia base.
El éxito sin precedentes de Stock Aitken y Waterman se debió a una calculada y esmerada línea de producción, desde la captación de nuevos artistas (A&R), pasando por la fase de composición y arreglos, la pulcritud en el proceso de grabación y mezcla y finalmente la campaña de lanzamiento. Al margen de las críticas hacia el círculo del mainstream cabe hacer hincapié en que gran parte del éxito obtenido se fundamenta en la consecución de un estilo muy personal cuya masiva acogida tuvo lugar principalmente en Europa y países de la Commonwealth.
La forma de trabajo es absolutamente calculada y metódica, pasando por una primera fase de composición de canciones (tarea que recaía principalmente en Mike Stock), una posterior fase de arreglos, letra y acompañamientos tanto musicales como corales (tareas asociadas a Matt Aitken) y finalmente una fase de producción, mezclas y estilo adecuado a cada artista y lanzamiento, de la que Pete Waterman es el artífice juntamente con toda la fase de marketing y promoción.
Estas fases y procesos no eran siempre iguales ni idénticos y podían variar en función de la melodía, la idea de éxito o la estrategia a seguir en cada caso. El resultado final siempre parecido, conseguía dar una homogeneidad al producto con un estilo similar y una particular visión del producto. De ahí que en numerosos momentos de su carrera se les llegó a llamar The Factory, por su funcionamiento similar al de una fábrica o factoría.
Parte de la peculiaridad de su sonido y sus producciones son los coros vocales, que siempre estuvieron formados por el propio Mike Stock junto con Miriam Stockley y Mae Mckenna, así como Lance Ellington en los últimos años. Hay que tener en cuenta que el grupo vocal estuvo con Stock Aitken Waterman desde sus inicios hasta la actualidad, indistintamente. 

### Década de 1980
Su legado musical empieza en 1984 con las tempranas producciones a Hazell Dean, Princess, la estrella del cine trash Divine, Dead Or Alive y Haywoode, y posteriormente incorporando artistas tales como Mel and Kim, O'Chi Brown, Sinitta o The Three Degrees.
Ya en 1987 sus producciones son incontables y los éxitos se suceden uno tras otro llegando a copar las listas de éxitos de todo el mundo y anotando más de 20 números 1 y más de 50 Top 20 en los principales charts.
El momento cumbre de su carrera como productores llega entre 1988 y 1990 cuando consiguen colocar a la vez decenas de éxitos musicales en el Top Ten inglés a lo largo de varias semanas consecutivas. De esta época dorada son sus producciones musicales más conocidas, creando a artistas como Kylie Minogue, Rick Astley, Jason Donovan, Mel and Kim o Big Fun, trabajando con artistas ya consagrados por aquellas épocas como Bananarama, Samantha Fox, Sinitta o Sabrina Salerno y relanzando a leyendas de la música como Donna Summer, Sigue Sigue Sputnik y Cliff Richard, que ven reverdecer su condición de superventas y renacer sus carreras discográficas. Llegaron a producir tres canciones para el grupo heavy Judas Priest, pero finalmente no se publicaron.
El éxito es tal que en muchas de sus producciones y trabajos musicales son los ingenieros de sonido y sus mezcladores los que acaban creando éxitos siguiendo el estilo creado bajo el sello PWL. Es el caso de Phil Harding e Ian Curnow, que firman algunos de los hits más importantes de Rick Astley o de Sonia Evans, o el caso de Pete Hammond que firma canciones para Sinitta o Mandy Smith.

### Década de 1990
En otoño de 1991 Matt Aitken decide abandonar la factoría SAW por desavenencias con Pete Waterman y son Mike Stock y el propio Pete Waterman los que siguen produciendo bajo el sello PWL hasta finales de 1993. Durante estos años en los que el trío de productores pasa a ser dúo, el sonido se hace más house, siguiendo las tendencias de la época, y las producciones adquieren un estilo más elaborado en las instrumentalizaciones con pianos y bajos creados por las composiciones de Mike Stock. Durante esta época son conocidos sus trabajos para Sybil, Suzette Charles o una evolucionada Kylie Minogue que pronto abandonaría sus producciones para madurar hacia un sonido más actualizado. 
Mike Stock a finales de 1993 decide abandonar el tándem junto a Waterman para aliarse de nuevo con Matt Aitken para producir algunos éxitos musicales que más bien pasaron desapercibidos. Pete Waterman siguió produciendo en solitario durante la segunda mitad de la década de los noventa a artistas como Steps, Tina Cousins o Westlife. Primero bajo el mismo sello de la PWL y tras la posterior venta de la compañía a la multinacional Warner Music, bajo el sello discográfico EBUL. 
Son años difíciles para ellos, puesto que Waterman no alcanza los éxitos ansiados de otras épocas, y por su parte ni Stock ni Aitken consiguen tampoco relanzar sus exitosas producciones de los ochenta.

### Década de 2000
A principios de 2003 Pete Waterman recupera su sello discográfico PWL y decide relanzar sus producciones vía internet. Así, en 2005 y después de diferentes procesos judiciales en los que los tres productores se enzarzan por los derechos de autor de su época dorada, éstos retoman su relación aparcando sus diferencias y deciden volver a trabajar juntos. Con la celebración del 20 aniversario de su alianza musical deciden lanzar un completo recopilatorio de tosa su carrera llamado "GOLD", con un relevante éxito en ventas.
Por otro lado su único trabajo en esta nueva etapa fue el sencillo de The Sheilas (I'm So) Happy Happy (You're Mine), basado para una importante campaña publicitaria de una conocida compañía de seguros inglesa. Al no llegar a entrar en el Top Ten deciden aparcar nuevamente su proyecto musical, retomándolo sólo años después para componer y producir juntos nuevamente la canción inglesa representante para el Festival de Eurovisión de 2010 de la mano de Josh Dubovie.
A partir de la fecha, Mike Stock ha trabajado en algunos pequeños musicales londinenses enfocados más hacia el público infantil, y Pete Waterman se vuelca en la gestión y promoción de sus estudios de grabación donde la actividad no ha cesado desde sus inicios en 1985. Por su parte Matt Aitken abandona definitivamente su carrera de productor musical en 2007 y se centra en una vida más familiar y alejado del show business.

### Década de 2010
De manera inesperada y sorprendente, reinician la relación profesional en noviembre de 2015 para remezclar un tema del disco navideño de Kylie Minogue. El tema llamado Every day is like Christmass está escrito por el líder de la banda inglesa Coldplay, Chris Martin, y sirve de apoyo comercial dadas las escasas ventas del álbum en todo el mundo. La canción es un guiño a su peculiar y nostálgico sonido de los años ochenta y supone una alegría para fanes y simpatizantes del trío de productores.

### Curiosidades
Dentro de toda su trayectoria musical hay algunas informaciones a considerar que ayudan a entender la importancia de este trío de productores en las décadas de los años ochenta y noventa:
- Stock, Aitken y Waterman hacían figurar el nombre del supuesto baterista en los créditos de los discos como A. Linn, cuando en realidad se trataba de la caja de ritmos Linn Drum que usaban. Pete Waterman declaró en una ocasión: “La caja de ritmos es lo mejor que le ha sucedido a la música pop”.

- Pete Waterman no aprendió a leer y escribir hasta los treinta y ocho años. En la actualidad, además de la música se dedica a la literatura y ha escrito numerosos libros sobre música y sobre otra de sus grandes aficiones: los ferrocarriles.

- Una característica de su trayectoria musical es que algunas de sus canciones eran grabadas por diferentes artistas, dándose casos interesantes como es el caso de los hits "Whenever you need somebody" (original de O'chi Brown pero llevado al éxito por Rick Astley), "Got to be a certain", original de Mandy Smith pero triunfando con la voz de Kylie Minogue), o "Happenin' all over again" (escrita para Donna Summer pero llevada al éxito por Lonnie Gordon).

- A finales de los años noventa Mike Stock y Matt Aitken emprendieron acciones legales contra Pete Waterman por un supuesto fraude en el reparto de royalties. En 2005 tras subsanar sus diferencias volvieron a reunirse para reeditar un recopilatorio de sus 20 años de carrera que ayudó a subsanar sus diferencias de otros años.

## La música
De raíz eminentemente tecnológica y bailable, su música se apoya en el reconocimiento de ciertos patrones y clichés aunque sin caer en una tesitura forzosamente obvia o simple. A efectos de armonía son relevantes, por ejemplo, las ruedas de acordes, a menudo complejas y llenas de tensiones, y su evolución a lo largo de las composiciones, a destacar los cambios poco convencionales de tonalidad (modulación) en las transiciones y enlazadas dentro de su estructura (sobre todo entre el estribillo y la estrofa y entre el estribillo y el puente), así como la forma de resolver los puentes. 
En las líneas de bajo nos encontramos con dos patrones claramente diferenciados: por un lado los de motivo funk y por otro los de tipo sequenced–bass más propios del synthpop y en ocasiones rayanos al techno. Otro de los puntos fuertes es la gran orquestación en las composiciones (secciones de cuerda y metal) y la masiva aplicación de arreglos y ornamentación armónica. 
En cuanto al ritmo, se basa en patrones disco aunque con movimiento sincopado, situándolo a menudo cerca del funky y el house de la primera época, sobre todo cuando emplean percusión de caja de ritmos analógica. En líneas generales el color del sonido es brillante, lleno de reverbs amplias y delays sincrónicos, con unos coros trabajados y con acompañamientos de protagonismo en los momentos de estribillo y algunos puentes.

## Lista de los números uno de Stock Aitken Waterman dentro del UK pop chart
- 1985 "You Spin Me Round (Like a Record)", Dead or Alive
- 1986 "Venus", Bananarama (versión de 1969)
- 1987 "Respectable", Mel and Kim
- 1987 "Let It Be", Ferry Aid (versión de 1970 de los Beatles)
- 1987 "Never Gonna Give You Up", Rick Astley
- 1987 "I Should Be So Lucky", Kylie Minogue
- 1988 "Together Forever", Rick Astley
- 1988 "Take Me To Your Heart", Rick Astley
- 1989 "This Time I Know It's For Real", Donna Summer
- 1989 "Especially for You", Kylie Minogue y Jason Donovan
- 1989 "Too Many Broken Hearts", Jason Donovan
- 1989 "Hand on Your Heart", Kylie Minogue
- 1989 "Ferry Cross the Mersey", The Christians, Holly Johnson, Paul McCartney, Gerry Marsden y SAW (versión de 1964)
- 1989 "Sealed with a Kiss", Jason Donovan (versión de Brian Hyland)
- 1989 "You'll Never Stop Me Loving You", Sonia Evans
- 1989 "Do They Know It's Christmas", Band Aid II (versión de 1984)
- 1990 "Tears on My Pillow", Kylie Minogue (versión de 1958)

## Lista de artistas que han trabajado con Stock Aitken Waterman
| - Agents Aren't Aeroplanes - Alison Limerick - Andy Paul - Austin Howard - Bananarama - Band Aid II - Barrio Boys - Belinda Carlisle - Big Fun - Boy Krazy - Brilliant - Brother Beyond - Canton - Carol Hitchcock - Cliff Richard - Danse Society - Dead or Alive - Debbie Harry - Delage - Divine - Dollar - Dolly Dots - Donna Summer - Edwin Starr - Edwina Laurie - Einstein - E.G. Daily - Elton John - England Football Team - Erik - Errol Brown - Fresh - Gayle Blakeney & Gillian Blakeney - Georgie Fame - Gerry Marsden - Girl Talk - Gloria Gaynor - Grand Plaz - Hazell Dean | - Holly Johnson - Jason Donovan - Jeb Million - Josh Dubovie - Judas Priest - Kahal & Kahal - Kakko - Keith Washington - Kelly Llorenna - Kenny Beck - Key West - Kylie Minogue - La Toya Jackson - Laura Branigan - Ferry Aid - Lonnie Gordon - Malcolm McLaren - Mandy Smith - Mel and Kim - Michael Davidson - Michael Prince - Mint Juleps - Mondo Kane - Morgan-McVey - Nancy Davis - Nick Straker Band - Nitro - O'Chi Brown - Pat and Mick - L.A. Mood - Paul Lekakis - Paul McCartney (as part of Ferry Aid) - Paul Varney - Pepsi & Shirlie - Peter Wilson - Phil Fearon - Precious Wilson - Princess | - Reynolds Girls - Rick Astley - Rik Levay - Rin Tin Tin - Roland Rat - Romi & Jazz - Sabrina Salerno - Samantha Fox - Same Difference - Sequal - Shanice Wilson - Shooting Party - Haywoode - Sigue Sigue Sputnik - Sinitta - Slamm - Sonia - Spelt Like This - Splash - Stephan Remmler - Steve Walsh - Suzette Charles - Sybil - The Christians - The Cool Notes - The Fat Slags - The Lewis's - The Sheilas - The Twins - The Three Degrees - Thereza Bazar - Two Unlimited - Vision Masters - Wanda Dee - Bill Tarmey - WWF Superstars - Worlds Apart - Yell! |

## Lista de canciones de Stock Aitken Waterman que han grabado dos o más artistas bajo su misma producción
- Got To Be Certain (Mandy, Kylie Minogue)
- Nothing Can Divide Us (Rick Astley, Jason Donovan)
- Wrap My Arms Around You (Rick Astley, Jason Donovan)
- Too Late To Say Goodbye (Samantha Fox, Jason Donovan)
- That's What Love Can Do (Samantha Fox, Boy Krazy)
- Can't Help The Way That I Feel (Hazell Dean, Sonia)
- Happenin' All Over Again (Donna Summer, Lonnie Gordon)
- More Than Words Can Say (Mel & Kim, Carol Hitchcock, Hazell Dean, Des Dyer, John Otis)
- Who's Gonna Catch You (Mel & Kim, Sinitta, Pepsi & Shirlie)
- If It Makes You Feel Good (Princess, Mandy, Donna Summer)
- Turn It Into Love (Kylie, Hazell Dean)
- Better Off Without You (Lonnie Gordon, Hazell Dean)
- Whatever I Do (Hazell Dean, Laura Branigan)
- Ain't No Cure (Bananarama, Delage)
- Beyond Your Wildest Dreams (Lonnie Gordon, Sybil, Nancy Davis)
- Experienced (Barrio Boys, Worlds Apart, Steps)
- The Heaven I Need (The Three Degrees, Big Fun)
- Whenever You Need Somebody (O'chi Brown, Rick Astley)
- Stay with me tonight (Mandy, Rick Astley)
- Better Than Ever (SAW feat Lisa Fabien, Sonia)
- One Thing Leads To Another (Yell!, Boy Krazy)
- Love Is A Freaky Thing (Cool Notes, Boy Krazy)
- That Kinda Love (Cool Notes, Boy Krazy)
- Getting Closer (Kylie, Haywoode)
- I'm The One Who Really Loves You (Mel & Kim, Austin Howard)
- In too Deep (Dead or Alive, Michael Prince)
- You'd better not fool arond (Haywoode, Pat and Mick)
- Don't Stop (All The Love You Can Give) (Suzette Charles, Maxine, The Sheilas)
- The last thing on my mind (Bananarama, Steps)
- Better the Devil You Know (Kylie Minogue, Steps)
- Make it easy on me (Sybil, Steps)
- Movin' on (Bananarama, Steps)